# Camp d'Esports d'Aixovall
Camp d'Esports d'Aixovall, officielt navngivet DEVK-Arena af sponsormæssige årsager, er et idrætsanlæg og fodboldstadion i Aixovall, i landsdelen Sant Julià de Lòria, nær hovedstaden Andorra la Vella i Andorra. Stadionet har en kapacitet på 1.000, alle siddepladser. Plænen er af kunstgræs. 